# Kuissaari
Kuissaari är en ö i Finland.   Den ligger i kommunen Kouvola i landskapet Kymmenedalen, i den södra delen av landet, 150 km nordost om huvudstaden Helsingfors.